# Тауранга
Тауранга (на английски: Tauranga) е град на източния бряг на новозеландския остров Норт Айланд, Нова Зеландия. Населението му е около 118 200 души от преброяването през 2009 г.

## Личности
Родени
- Дейвид Хеър (1965 - ), писател

Починали
- Силвия Аштън-Уорнър (1908-1984), писателка